# One Kiss (bài hát)
"One Kiss" là một bài hát của nhà sản xuất thu âm người Scotland Calvin Harris và nghệ sĩ thu âm người Anh quốc Dua Lipa, được phát hành như là một đĩa đơn vào ngày 6 tháng 4 năm 2018 bởi Columbia Records và Sony Music. Bài hát sau đó còn xuất hiện trong ấn phẩm Complete Edition từ album phòng thu đầu tay mang chính tên của Lipa (2018). Nó được đồng viết lời bởi hai nghệ sĩ với Jessie Reyez, trong khi phần sản xuất được đảm nhận bởi Harris. "One Kiss" là sự kết hợp giữa nhiều yếu tố âm nhạc như deep house, diva house, eurodance, funky house, tropical house và dance-pop. Được lấy cảm hứng từ những tác phẩm mang phong cách của nhạc house thập niên 1990, bài hát đề cập đến cảm giác của một người phụ nữ trước sức mạnh từ nụ hôn của một người đàn ông trên sàn nhảy. Quá trình hợp tác giữa Harris và Lipa được bắt đầu sau khi anh cảm thấy ấn tượng với đĩa đơn năm 2015 của nữ ca sĩ "Be the One", và cô đã đồng ý thể hiện bài hát sau khi thích thú với giai điệu hấp dẫn của nó.
Sau khi phát hành, "One Kiss" nhận được những phản ứng tích cực từ các nhà phê bình âm nhạc, trong đó họ đánh giá cao tính bắt tai, thích hợp với những câu lạc bộ, ảnh hưởng từ âm nhạc thập niên 1990 và quá trình sản xuất nó. Ngoài ra, bài hát còn gặt hái nhiều giải thưởng và đề cử tại những lễ trao giải lớn, bao gồm chiến thắng tại giải Brit năm 2019 cho Đĩa đơn Anh quốc của năm và một đề cử tại giải thưởng âm nhạc Billboard năm 2019 cho Top Bài hát Dance/Electronic. "One Kiss" cũng tiếp nhận những thành công vượt trội về mặt thương mại, đứng đầu các bảng xếp hạng ở Áo, Bỉ, Đức, Ireland, Hà Lan, Ba Lan và Vương quốc Anh, đồng thời lọt vào top 10 ở hầu hết nhiều quốc gia bài hát xuất hiện, bao gồm vươn đến top 5 ở những thị trường lớn như Úc, Đan Mạch, Phần Lan, Pháp, Na Uy, Thụy Điển và Thụy Sĩ. Tại Hoa Kỳ, nó đạt vị trí thứ 26 trên bảng xếp hạng Billboard Hot 100, trở thành đĩa đơn thứ 14 của Harris và thứ hai của Lipa tại đây.
Video ca nhạc cho "One Kiss" được đạo diễn bởi Emil Nava, trong đó bao gồm những cảnh Lipa hát và nhảy múa với những vũ công trước một số phông nền sáng kết hợp với những hình ảnh liên quan đến mùa hè. Nó đã nhận được một đề cử tại giải Brit năm 2019 ở hạng mục Video của năm và tại giải Video âm nhạc của MTV năm 2018 ở hạng mục Video Dance xuất sắc nhất. Để quảng bá bài hát, hai nghệ sĩ đã trình diễn nó trên nhiều chương trình truyền hình và lễ trao giải lớn, bao gồm The Graham Norton Show, giải thưởng Âm nhạc Mỹ năm 2018, giải Grammy lần thứ 61 và giải Brit năm 2019, cũng như trong nhiều chuyến lưu diễn của họ. Kể từ khi phát hành, "One Kiss" đã được hát lại và sử dụng làm nhạc mẫu bởi nhiều nghệ sĩ khác nhau, như Rudimental, Pale Waves, Samantha Harvey, Suzan & Freek và Davina Michelle. Tính đến nay, nó đã bán được hơn 8 triệu bản trên toàn cầu, trở thành một trong những đĩa đơn bán chạy nhất mọi thời đại.

## Danh sách bài hát
| - Tải kĩ thuật số 1. "One Kiss" – 3:34 - Tải kĩ thuật số – Jauz phối lại 1. "One Kiss" (Jauz phối lại) – 4:12 - Tải kĩ thuật số – Jauz phối lại mở rộng 1. "One Kiss" (Jauz phối lại mở rộng) – 5:00 - Tải kĩ thuật số – Zhu phối lại 1. "One Kiss" (Zhu phối lại) – 4:00 - Tải kĩ thuật số – Oliver Heldens phối lại 1. "One Kiss" (Oliver Heldens phối lại) – 4:41 - Tải kĩ thuật số – Oliver Heldens phối lại mở rộng 1. "One Kiss" (Oliver Heldens phối lại mở rộng) – 5:27 - Tải kĩ thuật số – R3hab phối lại 1. "One Kiss" (R3hab phối lại) – 3:10 - Tải kĩ thuật số – R3hab phối lại mở rộng 1. "One Kiss" (R3hab phối lại mở rộng) – 4:20 | - Tải kĩ thuật số – Valentino Khan phối lại 1. "One Kiss" (Valentino Khan phối lại) – 4:11 - Tải kĩ thuật số – Valentino Khan phối lại mở rộng 1. "One Kiss" (Valentino Khan phối lại mở rộng) – 4:55 - Tải kĩ thuật số – EP phối lại 1. "One Kiss" (R3hab phối lại mở rộng) – 4:20 2. "One Kiss" (Jauz phối lại mở rộng) – 4:59 3. "One Kiss" (Oliver Heldens phối lại mở rộng) – 5:27 4. "One Kiss" (Valentino Khan phối lại mở rộng) – 4:55 5. "One Kiss" (Patrick Topping phối lại mở rộng) – 6:12 6. "One Kiss" (Zhu phối lại) – 4:00 7. "One Kiss" (King Britt phối lại) – 6:04 8. "One Kiss" (phối mở rộng) – 4:42 - Đĩa 12" 1. "One Kiss" – 3:34 2. "One Kiss" (phối mở rộng) – 4:42 |

## Xếp hạng
| Bảng xếp hạng (2018-19)                       | Vị trí cao nhất |
| --------------------------------------------- | --------------- |
| Argentina (Argentina Hot 100)                 | 54              |
| Úc (ARIA)                                     | 3               |
| Áo (Ö3 Austria Top 40)                        | 1               |
| Bỉ (Ultratop 50 Flanders)                     | 1               |
| Bỉ (Ultratop 50 Wallonia)                     | 1               |
| Bolivia (Monitor Latino)                      | 2               |
| Brazil (Crowley Charts)                       | 80              |
| Canada (Canadian Hot 100)                     | 6               |
| Canada AC (Billboard)                         | 34              |
| Canada CHR/Top 40 (Billboard)                 | 5               |
| Colombia (Monitor Latino)                     | 20              |
| Costa Rica (Monitor Latino)                   | 13              |
| CIS (Tophit)                                  | 1               |
| Cộng hòa Séc (Rádio Top 100)                  | 6               |
| Cộng hòa Séc (Singles Digitál Top 100)        | 1               |
| Đan Mạch (Tracklisten)                        | 2               |
| Ecuador (National-Report)                     | 1               |
| El Salvador (Monitor Latino)                  | 3               |
| Châu Âu Nhạc số (Billboard)                   | 1               |
| Phần Lan (Suomen virallinen lista)            | 3               |
| Pháp (SNEP)                                   | 2               |
| Đức (GfK)                                     | 1               |
| Hy Lạp (IFPI Greece)                          | 1               |
| Hungary (Dance Top 40)                        | 1               |
| Hungary (Rádiós Top 40)                       | 1               |
| Hungary (Single Top 40)                       | 1               |
| Hungary (Stream Top 40)                       | 1               |
| Ireland (IRMA)                                | 1               |
| Israel (Media Forest)                         | 1               |
| Ý (FIMI)                                      | 8               |
| Nhật Bản (Japan Hot 100)                      | 44              |
| Luxembourg Nhạc số (Billboard)                | 1               |
| Mexico (Monitor Latino)                       | 2               |
| Hà Lan (Dutch Top 40)                         | 1               |
| Hà Lan (Single Top 100)                       | 1               |
| New Zealand (Recorded Music NZ)               | 6               |
| Na Uy (VG-lista)                              | 5               |
| Ba Lan (Polish Airplay Top 100)               | 1               |
| Bồ Đào Nha (AFP)                              | 1               |
| Rumani (Airplay 100)                          | 3               |
| Nga Airplay (Tophit)                          | 1               |
| Scotland (OCC)                                | 1               |
| Slovakia (Rádio Top 100)                      | 6               |
| Slovakia (Singles Digitál Top 100)            | 1               |
| Slovenia (SloTop50)                           | 1               |
| Hàn Quốc (Gaon International Singles)         | 56              |
| Tây Ban Nha (PROMUSICAE)                      | 13              |
| Thụy Điển (Sverigetopplistan)                 | 4               |
| Thụy Sĩ (Schweizer Hitparade)                 | 2               |
| Anh Quốc (OCC)                                | 1               |
| Hoa Kỳ Billboard Hot 100                      | 26              |
| Hoa Kỳ Adult Pop Airplay (Billboard)          | 29              |
| Hoa Kỳ Dance Club Songs (Billboard)           | 1               |
| Hoa Kỳ Hot Dance/Electronic Songs (Billboard) | 2               |
| Hoa Kỳ Pop Airplay (Billboard)                | 9               |
| Hoa Kỳ Rhythmic (Billboard)                   | 32              |
| Venezuela (National-Report)                   | 22              |

| Bảng xếp hạng (2018)                      | Vị trí |
| ----------------------------------------- | ------ |
| Argentina (Monitor Latino)                | 34     |
| Australia (ARIA)                          | 20     |
| Australia Dance (ARIA)                    | 2      |
| Austria (Ö3 Austria Top 40)               | 8      |
| Belgium (Ultratop 50 Flanders)            | 1      |
| Belgium (Ultratop 50 Wallonia)            | 2      |
| Bolivia (Monitor Latino)                  | 33     |
| Bulgaria (PROPHON)                        | 8      |
| Canada (Canadian Hot 100)                 | 19     |
| CIS (Tophit)                              | 5      |
| Colombia (Monitor Latino)                 | 56     |
| Costa Rica (Monitor Latino)               | 25     |
| Denmark (Tracklisten)                     | 9      |
| Ecuador (Monitor Latino)                  | 39     |
| El Salvador (Monitor Latino)              | 12     |
| Estonia (IFPI)                            | 7      |
| Germany (Official German Charts)          | 4      |
| Guatemala (Monitor Latino)                | 82     |
| Honduras (Monitor Latino)                 | 34     |
| Hungary (Dance Top 40)                    | 10     |
| Hungary (Rádiós Top 40)                   | 6      |
| Hungary (Single Top 40)                   | 12     |
| Hungary (Stream Top 40)                   | 6      |
| Ireland (IRMA)                            | 2      |
| Israel (Galgalatz)                        | 9      |
| Italy (FIMI)                              | 19     |
| Mexico (Monitor Latino)                   | 11     |
| Netherlands (Dutch Top 40)                | 1      |
| Netherlands (Single Top 100)              | 1      |
| New Zealand (Recorded Music NZ)           | 39     |
| Nicaragua (Monitor Latino)                | 58     |
| Panama (Monitor Latino)                   | 56     |
| Paraguay (Monitor Latino)                 | 16     |
| Peru (Monitor Latino)                     | 98     |
| Poland (ZPAV)                             | 10     |
| Romania (Airplay 100)                     | 16     |
| Russia (Tophit)                           | 5      |
| Slovenia (SloTop50)                       | 10     |
| Spain (PROMUSICAE)                        | 23     |
| Sweden (Sverigetopplistan)                | 16     |
| Switzerland (Schweizer Hitparade)         | 9      |
| Ukraine Airplay (Tophit)                  | 200    |
| UK Singles (Official Charts Company)      | 1      |
| US Billboard Hot 100                      | 68     |
| US Hot Dance Club Songs (Billboard)       | 1      |
| US Hot Dance/Electronic Songs (Billboard) | 4      |
| US Pop Songs (Billboard)                  | 33     |
| Bảng xếp hạng (2019)                      | Vị trí |
| Australia Dance (ARIA)                    | 19     |
| UK Singles (Official Charts Company)      | 70     |
| US Hot Dance/Electronic Songs (Billboard) | 26     |

| Bảng xếp hạng (2010–2019)                 | Vị trí |
| ----------------------------------------- | ------ |
| Netherlands (Dutch Top 40)                | 19     |
| Netherlands (Single Top 100)              | 26     |
| UK Singles (Official Charts Company)      | 38     |
| US Hot Dance/Electronic Songs (Billboard) | 29     |

## Chứng nhận
| Quốc gia | Chứng nhận     | Số đơn vị/doanh số chứng nhận |
| --- | -------------- | ----------------------------- |
| Úc (ARIA) | 5× Bạch kim    | 350.000‡                      |
| Áo (IFPI Áo) | Bạch kim       | 30.000‡                       |
| Bỉ (BEA) | 2× Bạch kim    | 80.000‡                       |
| Canada (Music Canada) | 3× Bạch kim    | 240.000‡                      |
| Đan Mạch (IFPI Đan Mạch) | 2× Bạch kim    | 180.000‡                      |
| Pháp (SNEP) | Kim cương      | 333.333‡                      |
| Đức (BVMI) | Bạch kim       | 300.000‡                      |
| Ý (FIMI) | 2× Bạch kim    | 100.000‡                      |
| México (AMPROFON) | Kim cương+Vàng | 330.000‡                      |
| New Zealand (RMNZ) | Bạch kim       | 30.000‡                       |
| Ba Lan (ZPAV) | Kim cương      | 100.000‡                      |
| Bồ Đào Nha (AFP) | Vàng           | 5.000‡                        |
| Tây Ban Nha (PROMUSICAE) | 2× Bạch kim    | 80.000‡                       |
| Thụy Sĩ (IFPI) | 2× Bạch kim    | 40.000‡                       |
| Anh Quốc (BPI) | 3× Bạch kim    | 1.800.000‡                    |
| Hoa Kỳ (RIAA) | 2× Bạch kim    | 2.000.000‡                    |
| * Chứng nhận dựa theo doanh số tiêu thụ. ^ Chứng nhận dựa theo doanh số nhập hàng. ‡ Chứng nhận dựa theo doanh số tiêu thụ và phát trực tuyến. |                |                               |